# Main (tobak)
Main, är ett cigarettmärke från tobaksbolaget House of Prince.
Main är en cigarett med ett så kallade Action Filter, vilket ger en större filtrering av röken än ett vanligt cigarettfilter. Ett sådant filter gör inte att cigarettröken blir mindre farlig, men den skall enligt tillverkaren själv ge en "annorlunda rökupplevelse". Cigaretten är hela 9.3 cm lång.
Cigaretterna lanserades år 2004, tobaksblandningen är American Blend.

## Main Original Taste
- Tjära 10 mg
- Nikotin 0,8 mg
- Kolmonoxid 10 mg.

## Main Menthol Taste
- Tjära 6 mg
- Nikotin 0,5 mg
- Kolmonoxid 8 mg